# Villaines-sous-Malicorne
Villaines-sous-Malicorne é uma comuna francesa na região administrativa do País do Loire, no departamento de Sarthe. Estende-se por uma área de 19.5 km². Em 2010 a comuna tinha 1 034 habitantes (densidade: 53 hab./km²).